# Pierre Kerkhoffs
Pierre Kerkhoffs (né le 26 mars 1936 à Geleen aux Pays-Bas et mort le 19 octobre 2021 dans la même ville) est un footballeur néerlandais, qui jouait au poste d'attaquant.

## Biographie
Kerkhoffs joue aux Pays-Bas et en Suisse au SC Enschede, PSV puis Lausanne Sports.
Il est meilleur buteur du championnat néerlandais lors de la saison 1962-1963.
Kekhoffs joue également cinq fois avec les Pays-Bas entre 1960 et 1965.